# Maersk Air Cargo
Maersk Air Cargo (ehemals Star Air) ist eine dänische Frachtfluggesellschaft mit Sitz in Dragør und Basis auf dem Flughafen Kopenhagen-Kastrup. Sie ist eine Tochtergesellschaft des Logistikkonzerns A. P. Møller-Mærsk.

## Geschichte

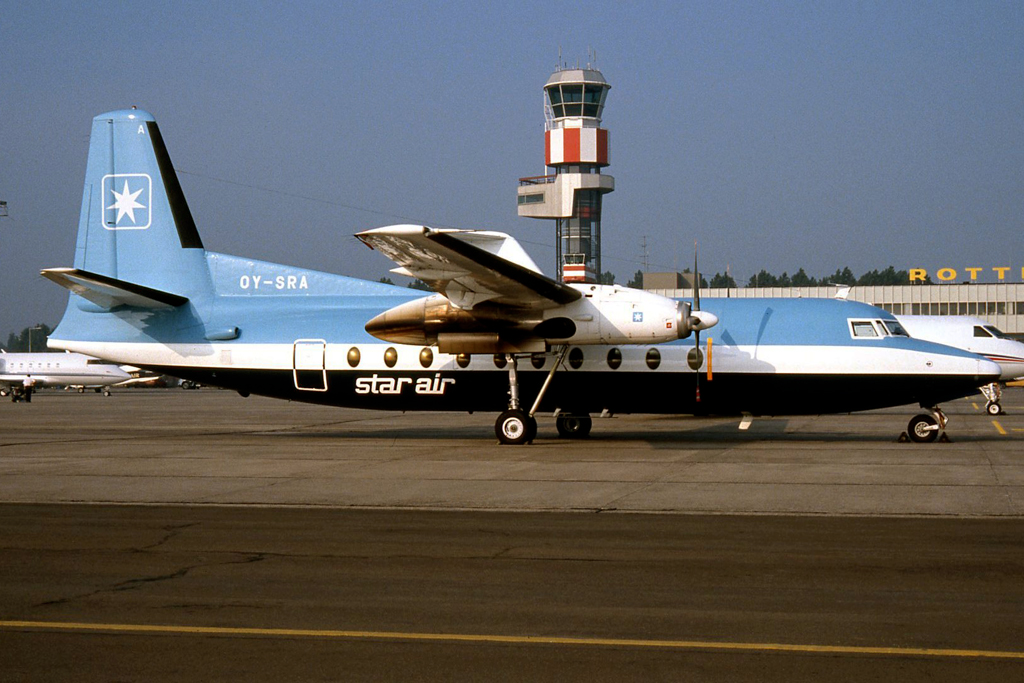
Fokker F-27-600 der Star Air

Die Gesellschaft wurde am 1. September 1987 von der A. P. Møller Line gegründet, die einen Hangar und Teile der Organisation der Alk-Air übernahm und drei Fokker F27-600 leaste. Von Anfang an erbrachte Star Air Transportdienstleistungen für Unternehmen und für andere Fluglinien, die Flugzeuge mit Besatzung für Fracht- und Passagierflüge charterten. Bald wandte sich die Fluglinie größeren, an der Abwicklung von Luftfracht orientierten Unternehmen wie TNT Express, FedEx und UPS zu. Einige Jahre lang flog Star Air ausschließlich mit den als Frachtmaschinen umgebauten Fokker F-27. Ein eigenes Frachtnetz baute das Unternehmen nicht auf, vielmehr konzentrierte man sich auf die Vermarktung von Frachtkapazität.
Im Jahre 1993 ließen sich Charterflüge mit F-27 Frachtflugzeugen nur noch schwer vermarkten, sodass man einen Rückbau dieser Flotte beschloss. Die operativen und administrativen Bereiche des Unternehmens wurden schließlich von Maersk Air übernommen. Star Air nahm in Folge auch Passagierflüge wieder auf. Zur gleichen Zeit strebte das US-Unternehmen UPS die Kooperation mit einer europäischen Frachtfluggesellschaft an, um seine Flugrechte innerhalb der Europäischen Union zu erweitern. Den Zuschlag unter den Bewerbern erhielt zunächst nicht Star Air, sondern die dänische Sterling Airlines, die allerdings kurz vor Zustandekommen der Kooperation mit UPS Insolvenz anmeldete. So kam schließlich Star Air zum Zuge, die mit von UPS geleasten Flugzeugen den europäischen Flugverkehr für das US-Unternehmen aufnahm. Am 22. Oktober 1993 schloss Star Air mit UPS einen Vertrag über den Betrieb von zunächst zwei Boeing 727 ab, der bereits zehn Tage später aufgenommen wurde. Die ersten beiden Strecken führten von Köln/Bonn über Saragossa nach Porto beziehungsweise über Bergamo nach Rom.
Als die letzte Fokker F-27 im Jahre 1996 ausgeflottet wurde, flog Star Air fortan ausschließlich im Auftrag von UPS. Nachdem bis Juli 2004 alle Boeing 727 zurückgegeben wurden, flog sie mit einer Flotte von vier Boeing 757 auf vier Routen für UPS.
2003 schlossen Star Air und UPS eine Vereinbarung über eine weitere, zehnjährige Zusammenarbeit ab. Ab 2005 schaffte die Fluglinie nach und nach elf Boeing 767 in der Frachtervariante an und gab alle Boeing 757 an UPS zurück.
Nach dem Verkauf der Maersk Air durch A. P. Møller-Mærsk verblieb Star Air als eigenes Unternehmen innerhalb der Mærsk-Unternehmensgruppe, die Flugzeuge tragen den Schriftzug MAERSK auf dem Seitenleitwerk. Für das Unternehmen sind heute rund 200 Angestellte tätig, die meisten davon in Köln, dem europäischen Drehkreuz von UPS.
Seit 2014 gibt es eine neue Lackierung, die sukzessive auf allen Flugzeugen der Flotte angebracht wird. Dabei fehlt der große Mærsk Schriftzug und wurde durch einen weißen Stern auf blauem Grund ersetzt.
Im April 2022 wurde die Star Air mit der neu gegründeten Maersk Air Cargo fusioniert.

## Flotte
Mit Stand April 2025 besteht die Flotte der Maersk Air Cargo aus 20 Flugzeugen mit einem Durchschnittsalter von 25,0 Jahren.
| Flugzeugtyp         | Anzahl | bestellt | Anmerkungen                                                                | Kapazität in t | Durchschnittsalter |
| ------------------- | ------ | -------- | -------------------------------------------------------------------------- | -------------- | ------------------ |
| Boeing 767-200BDSF  | 08     |          |                                                                            | 42             | 36,7 Jahre         |
| Boeing 767-300(ER)F | 10     |          | sechs mit Winglets ausgestattet; drei von Amerijet International betrieben | 55,8           | 20,4 Jahre         |
| Boeing 777F         | 02     |          |                                                                            |                | 00,7 Jahre         |
| Gesamt              | 20     | -        |                                                                            |                | 25,0 Jahre         |

## Zwischenfälle
- Am 26. Mai 1988 stürzte eine Fokker F27-600 Friendship (Luftfahrzeugkennzeichen OY-APE) im Anflug auf den Flughafen Hannover-Langenhagen etwa 1 km westlich der Landebahn 09 ab. Während des Instrumentenanfluges bäumte sich die Maschine beim Ausfahren der Landeklappen in die Endstellung stark auf, wobei die Ladung nach hinten verrutschte. Die Frachtmaschine befand sich auf dem Weg von Flughafen Billund über Hannover zum Flughafen Nürnberg. Beide Piloten kamen ums Leben (siehe auch Flugunfall der Star Air bei Hannover 1988).[6]